# 12 Years Promise
12 Years Promise (hangul: 달래 된, 장국: 12년만의 재회; rr: Dallae Doen, Jangguk: 12nyeonmanui Jaehoe; lit. Wild Chives and Soy Bean Soup: 12 Years Reunion / Sopa de Cebolinha Selvagem e Soja: Reunião de 12 Anos) é uma série de televisão sul-coreana de 2014 estrelada por Lee So-yeon, Namkoong Min, Lee Tae-im, Yoon So-hee, Lee Won-keun e Ryu Hyo-young. Foi ao ar na JTBC de 22 de março a 29 de junho de 2014, aos sábados e domingos às 20h45 (KST) totalizando 26 episódios.
O título nativo é um trocadilho, e também pode significar Jang Guk Becomes Dal-rae: Reunion in 12 Years (Jang Guk se Torna Dal-rae: Reunião em 12 Anos). O nome da protagonista feminina, Jang Guk, significa “ sopa clara com doenjang”, e mais tarde ela o muda para Dal-rae, que significa “azaléia”.

## Sinopse
Em 2002, na ilustre noite em que a Coreia do Sul vence na Copa do Mundo, os namorados do ensino médio Jang Guk (Lee So-yeon) e Yu Jun-su (Namkoong Min) dormem juntos e Jang Guk acaba grávida. Eles recebem permissão do pai de Jun-su para casarem, mas depois de um acidente, Jang Guk perde o bebê. Suas mães, que, desde o início, aproveitam a situação e os separam. Jang Guk deixa a Coreia para morar nos EUA e muda seu nome para Jang Dal-lae. Doze anos depois, eles se reencontram e se envolvem novamente na vida um do outro. O único problema é que Yu Jun-su não sabe que ela é Jang Guk, e ela quer que ele continue sem descobrir seu segredo.

## Elenco

### Principal
- Lee So-yeon como Jang Guk / Jang Dal-rae[5]
  - Yoon So-hee como Jang Guk jovem[5]

No início da história, Guk está no último ano do ensino médio. Ela é uma boa aluna que alcançou a pontuação mais alta em suas aulas. Depois de perder o pai em um trágico acidente, ela se muda de Busan para Seul com a mãe e o irmão mais novo, Hoon. Ela conhece e começa um relacionamento com seu colega de classe Yu Jun-su e depois de uma noite fatídica ela acaba grávida de seu filho.
- Namkoong Min como Yu Jun-su[6]
  - Lee Won-keun como Yu Jun-su jovem[6]

Jun-su está no último ano do ensino médio na Escola Secundária Daehan. Ele é bonito, gentil e um bom aluno. Seu pai é o vice-diretor da escola. Sua família é dona do prédio onde a família de Jang Guk administra um restaurante. Ao longo de doze anos, Jun-su passa de filho de uma família rica e proeminente a como o único provedor mais de uma família que sobrevive de salário em salário. Orgulhoso e temperamental, ele parece durão por fora, mas é vulnerável.
- Lee Tae-im como Ju Da-hae[7]
  - Ryu Hyo-young como Ju Da-hae jovem[7]

Da-hae é uma aluna excelente que recebeu a nota mais alta em matemática de toda a Coreia. Ela fica humilhada quando o adultério de seu pai se torna de conhecimento público. Da-hae é amiga de Jun-su desde a infância e está apaixonada por ele. Quando Jun-su rejeita Da-hae para namorar Guk, ela fica arrasada.

### De apoio

#### Família de Jang Guk / Dal-rae
- Bae Jong-ok como Choi Go-soon[8]
- Oh Seung Yoon como Jang Hoon[8]
  - Ra Yoon-chan como Jang Hoon jovem
- Seo Woo-rim como Yeo Il-sook[8]
- Kim Young-ran como Yeo Sam-sook[8]
- Um Hyo-sup como pai de Jang Guk[8]

#### Família de Yu Jun-su
- Park Hae-mi como Pyung Beom-sook[9]
- Chun Ho-jin como Yu Jeong-han[9]
- Kim Si-hoo como Yu Jun-seong[9]
  - Choi Won-hong como Yu Jun-seong jovem
- Danny Ahn como Yu Su-han[9]
- Jung Kyung-soon como Yu Jeong-suk[9]

#### Família de Ju Da-hae
- Ji Soo-won como Kim Yeong-hui[10]
- Lee Han-wi como Joo Chul-soo[10]
- Nhã Phương como Ha-mi[10]
- Choi Ro-woon como Ju Hong[10]

### Estendido
- Jung Chan como Heo Semin[11]
- Jung In-sun como Kang Ham-cho[11]
  - Lee Young-eun como Kang Ham-cho jovem
- Lee Yong-joo como Park Mu-cheol, amigo de infância de Jun-su[11]
  - Han Min como Park Mu-cheol jovem
- Ah Young como Park Mu-hui[11]
  - Lee Do-yeon como Park Mu-hui jovem
- Shin Dong-mi como Yeo-ok
- Jung Kyu-soo como Sr. Kang